# Háblame de ti
Háblame de ti es el título de una canción del dúo español Pecos, publicada en 1979. Considerada el mayor éxito en la carrera musical del grupo, ha sido calificada de icónica e himno generacional.

## Descripción
Se trata del primer sencillo del segundo álbum de la banda, titulado Un par de corazones. Es una balada romántica, y en la letra, el narrador se dirige a quien había sido su pareja para que le exprese sus sentimientos y así poder llegar a comprender el por qué del fin de la historia de amor.
La canción está asociada a un trágico suceso pues es la que Pecos entonaba en un concierto en directo en la ciudad de Barcelona el 13 de abril de 1980, cuando - en pleno auge del fenómeno fan - una avalancha de espectadores en las gradas terminó con la vida de la niña Marta Tormo Train, de 15 años de edad.
El tema llegó al número uno de la lista de Los 40 Principales el 12 de enero de 1980.

## Versiones
Versionada por la banda mexicana Kairo, en 1994.